# Det indiske Gravmæle
Det indiske Gravmæle er en tysk stumfilm fra 1921 af Joe May.

## Medvirkende
- Olaf Fønss som Herbert Rowland
- Mia May som Irene Amundsen
- Conrad Veidt som Ayan III
- Erna Morena som Savitri
- Bernhard Goetzke som Ramigani 'Rami'
- Lya De Putti som Mirrjha
- Paul Richter som MacAllan